# Hasely Crawford
Pour les articles homonymes, voir Crawford.
Hasely Joachim Crawford, né le 16 août 1950 à San Fernando (Trinité-et-Tobago), est un ancien athlète trinidadien.
Crawford fit ses débuts au niveau international en 1970 en décrochant la médaille de bronze du 100 m lors des jeux du Commonwealth. Deux ans plus tard, il crée la surprise en se qualifiant pour la finale des Jeux olympiques de Munich. Il ne put défendre ses chances, victime d'une blessure après seulement 20 mètres, alors qu'il avait couru en 10 s 18 en quarts de finale, performance qui en faisait l'un des favoris.
Entraîné par le coach américain Bob Parks, Crawford ne courut que peu de courses avant les Jeux olympiques d'été de 1976. Une tactique payante puisque Crawford décrochait l'or sur 100 m en 10 s 06, devenant ainsi le premier champion olympique de son pays, et se qualifiait pour la finale du 200 m, finale dans laquelle il se blessait dans le virage.
En 1978, il remportait la médaille de bronze du 100 m lors des Jeux du Commonwealth. Le Trinidadien participa également aux Jeux olympiques d'été de 1980 et 1984, mais sans dépasser le stade des quarts de finale.

## Jeux olympiques
- Jeux olympiques d'été de 1972 à Munich (Allemagne)
  - abandon en finale sur 100 m
- Jeux olympiques d'été de 1976 à Montréal (Canada)
  -  Médaille d'or sur 100 m
  - abandon en finale sur 200 m